# ミシェル・バロン
ミシェル・バロン（本名 Michel Baron 、1653年10月8日 - 1729年12月22日）は、フランスの俳優、劇作家。モリエールの劇団ならびにコメディ・フランセーズの舞台で活躍した。モリエールの後継者の1人と見做されている。

## 生涯
1653年10月8日、パリで生まれた。元々バイロン( Boyron )という苗字で、彼の両親はブルゴーニュ劇場にて活躍していた当代一流の俳優だったが、9歳の時に孤児となってしまった。12歳の時には王太子お抱えの児童劇団「プチ・コメディアンズ」に参加し、子役として人気を集め、早くも才能の片鱗を現した。
そうしてモリエールの関心を惹くようになり、1665年に彼の率いる劇団に加入した。そのころ、モリエールは『メリセルト』という作品を準備中だったので、バロンにミルチルという少年の役を割り当てた。モリエールが非常に熱心にバロンの指導に打ち込んだため、彼の妻アルマンド・ベジャールが嫉妬し、バロンに平手打ちを食らわせた。
バロンも我慢ならず、すぐに退団しようとしたが、『メリセルト』は国王ルイ14世の御前で上演することになっていたため、役をすっぽかすことは出来なかった。そのためミルチルを演じ切ったが、それが終わるとすぐに退団し、地方の劇団へ移ってしまった。。
しかしモリエールはその後もバロンのことが忘れられず、1670年に再び劇団へ呼び戻した。コルネイユの作品である『ティットとベレニス』のドミティアヌスや、モリエールの『プシシェ (戯曲)』でキューピッド役を演じた。
モリエールの亡くなる1673年まで彼の劇団に所属していたが、それ以後はブルゴーニュ劇場に移籍した。この移籍の際にも、アルマンドと金銭のことで揉め事となった(後述)。ブルゴーニュ劇場では座長となっていたが、1680年に国王ルイ14世の命を受けて他劇団と統合の末、コメディ・フランセーズと生まれた際にそのまま移籍した。
1691年に引退するまで、バロンはコメディ・フランセーズにおいて誰しもが認めるリーダーとして舞台上で指揮を執った。彼は自作の『艶福家( L'Homme à bonnes fortunes  )』ならびに彼の作品中最も有名な『コケット( La Coquette )』や、ラシーヌの戯曲においてその主役のほとんどを演じた。『Les Enlèvements and Le Debauche』を制作し、プビリウス・テレンティウス・アフェルの2作品を翻訳し、上演してもいる。
1691年に引退したが、再び1720年にパレ・ロワイヤルにて復帰し、非常に精力的に活動した。最晩年には、アドリエンヌ・ルクヴルールとともに定期的に舞台に立った。1729年12月22日に死去した。
彼の息子「エチエンヌ・ミシェル・バロン Étienne Michel Baron (1676-1711)」もまた俳優であった。エチエンヌの子供たちもみな、俳優となり、コメディ・フランセーズの舞台に立った。

## 人物評
上品な顔立ち、よく響く声、堂々たる体躯、稀に見る知性を兼ね備え、悲劇にも喜劇にも優れるなど、俳優として大変優秀であった。ラシーヌから「あなたの好きなように演じてください」と賛辞を述べられていたり、モリエールの誘いを受けて劇団に加入していること、彼が熱心にバロンを指導していたことなどの事実は、俳優としての彼の優れた力量を裏付けている。
ところがその一方で、極めて自尊心が強く、見栄っ張りで、虚言癖のある、色欲の強い男であったという側面も伝わっている。町民階級でありながら、同じ階級の娘などは歯牙にもかけず、上流階級の色々な夫人と浮き名を流したことなど、それを裏付ける様々な記録が残っている。
ル・サージュによる『ジル・ブラース物語』には以下のような記述が見られる:
同じような記述は1731年に認められたジャン=バティスト・ルソーによる友人への手紙にも見受けられる:
このルソーの手紙は後半部分の記述からもわかるように、元々ジャン＝レオノール・グリマレという作家が著したモリエールの伝記について、友人に語ったものである。グリマレはモリエールの伝記を最初に著したことで歴史に名を遺した作家で、その功績は極めて大きいが、同時にあまりに無批判な編集方針が災いして様々な誤った記述をも伝記に取り入れてしまった。グリマレはバロンの証言をあまりに重要視してしまったため、モリエールの伝記でありながら、バロンに関する不必要な記述が非常に多くなってしまっている。上述したように虚言癖のある男であったため、その証言も額面通りに受けとることはできない。

## エピソード
- 1671年に『プシシェ』でキューピッドを演じた時、すっかり成長して美しくなったバロンを見て、アルマンド・ベジャールが言い寄ったという話が、モリエールを誹謗中傷する冊子にて展開された。むろん信憑性は低く、作り話であると考えられる[4]。

- モリエールの死去の際、再びアルマンドと揉めた。当時のフランスでは、衣装は俳優個人の負担で相当な量が必要だった。1670年の劇団再加入時、バロンは手持ちの衣装が少なかったため、モリエールの仲介によって「フィランドル」という俳優から衣装を譲り受けた。お金もなかったバロンはそのまま代金を借金としたが、いつまで経っても代金が支払われないことに困ったフィランドルは、債権を当時貪欲で有名だった弁護士のロレ(Rolet)に売り渡した。ロレは即座に支払いを要求する訴訟を起こし、一旦はモリエールが保証人となることで収まったものの、バロンが相変わらず支払おうとしないので、モリエールにも支払いの要求が回ってくる始末であった。そうこうするうちにモリエールが亡くなったので、再びロレに訴訟を起こされ、アルマンドが遺された遺産からその借金を支払う羽目になったのであった[11]。

- ある時、貧乏な役者が物乞いに来たので、モリエールにその旨を伝えたところ、「お前はいくらやったらよいと思う？」とモリエールに尋ねられた。バロンは「4ピストールくらいでしょうか」と答えた。するとモリエールは「じゃ、私からはそれだけやろう。ここに20ピストールある。おまえの分としてこれを与えなさい」と答えたのであった。生活の資にさえ困る者に対して、惜しみなく金を分け与えたモリエールの性格を示すエピソードである[12]。